# رویال کوبایاشی
رویال کوبایاشی (انگلیسی: Royal Kobayashi; ۱۰ اکتبر ۱۹۴۹ – ۱۷ نوامبر ۲۰۲۰) بوکسور اهل ژاپن بود.